# Wilibald Winkler
Wilibald Emanuel Winkler (ur. 25 grudnia 1933 w Makoszowach, zm. 31 października 2010) – polski naukowiec, rektor Politechniki Śląskiej, wiceminister edukacji i wojewoda śląski.

## Życiorys
Był rodowitym Ślązakiem. Przez 15 lat pracował zawodowo w przemyśle energetycznym. W 1966 ukończył studia na Wydziale Elektrycznym Politechniki Śląskiej, po których podjął pracę na tej uczelni. W 1969 obronił doktorat, w 1973 habilitację. Tytuł profesorski w zakresie nauk technicznych uzyskał w 1981.
Od 1974 do 1981 pełnił funkcję wicedyrektora ds. nauki w Instytucie Elektroenergetyki i Sterowania Układów w Politechnice Śląskiej. W latach 1990–1996 zajmował stanowisko rektora tej uczelni. W 1993 objął kierownictwo IEiSU. Był autorem lub współautorem około stu publikacji naukowych.
Od listopada 1997 do grudnia 2000 był podsekretarzem stanu w Ministerstwie Edukacji Narodowej. Następnie przez rok pełnił funkcję wojewody śląskiego. Należał do Ruchu Społecznego AWS. Bez powodzenia kandydował do Senatu w 2001 z ramienia Bloku Senat 2001 i do Parlamentu Europejskiego w 2004 z listy Inicjatywy dla Polski.

## Odznaczenia i wyróżnienia
W 2008 otrzymał nagrodę Lux ex Silesia. W 2010 odznaczony pośmiertnie Krzyżem Komandorskim Orderu Odrodzenia Polski.